# 特特魯希鄉
47°21′N 26°35′E / 47.350°N 26.583°E
特特魯希鄉（羅馬尼亞語：Comuna Tătăruși, Iași），是羅馬尼亞的鄉份，位於該國東北部，由雅西縣負責管轄，面積65平方公里，海拔高度341米，2007年人口5,645，人口密度每平方公里86人。